# Escenari

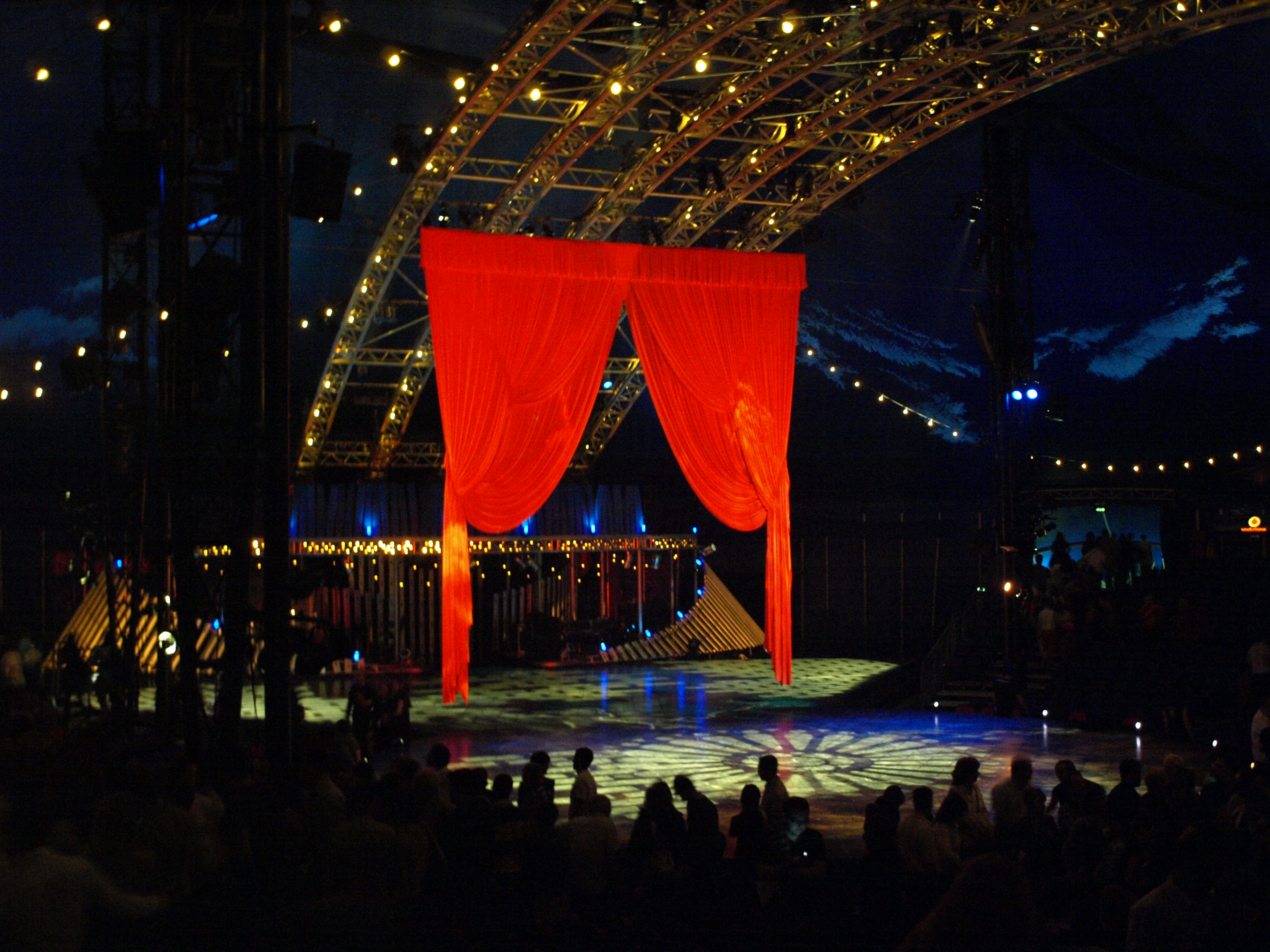
Escenari de l'espectacle Quidam del Cirque du Soleil

Un escenari és l'espai físic destinat a la interpretació de produccions d'arts escèniques. L'escenari acull els intèrprets mentre fan l'espectacle i fa de punt focal per al públic.
L'espai escènic  pot utilitzar-se d'una manera més o menys clàssica o innovadora, i entès com a espai artístic pot referir-se a un terme propi de l'art d'avantguarda que supera en dimensions físiques i conceptuals a l'escenari tradicional, vulnerant el principi clàssic de separació amb el públic o quarta paret.
Hi ha quatre tipus d'escenaris que varien quant al seu ús i en relació amb el públic. La forma més comuna a Occident és l'escenari tipus prosceni, en el que el públic es localitza a un costat de l'escenari i la resta dels costats queden ocults. Els escenaris centrals són similars als tipus prosceni, però amb una plataforma o àrea d'interpretació que s'estén cap al públic de manera que aquest se situa en tres costats. En un escenari dit "rodó" el públic es localitza en els quatre costats de l'escenari. Un quart tipus d'escenari és aquell que es construïx específicament per a una representació o que involucra un espai preexistent (per exemple la coberta d'un vaixell) i l'adaptat com a escenari.

## Història de l'escenari

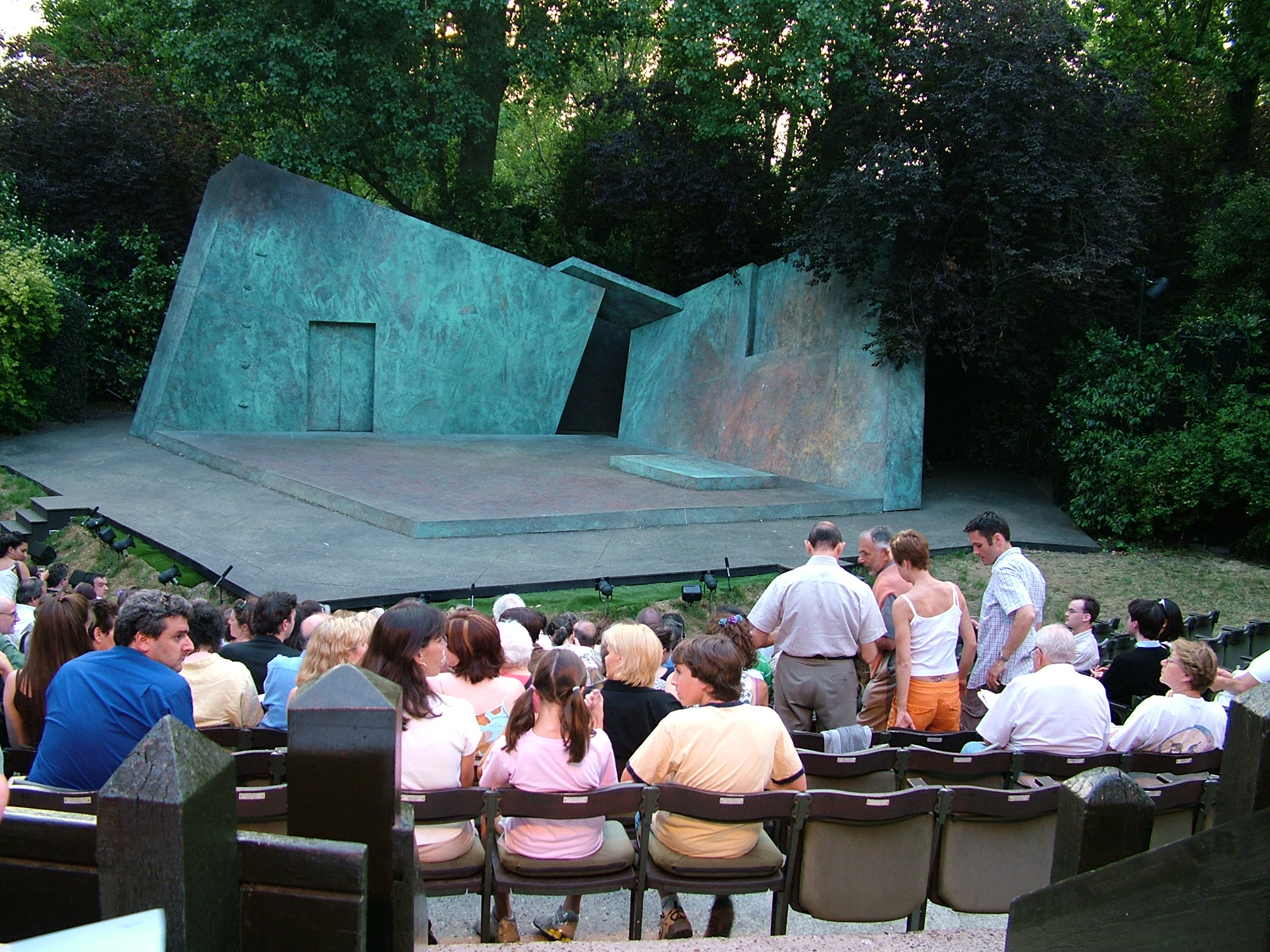
Escenari d'un teatre a l'aire lliure,Regent's Park, Londres.

Al començament de la història del teatre, els escenaris sovint eren simplement àrees triades per a interpretacions dintre d'un poble. Com el teatre deriva dels ritus i cerimònies religioses, aquestes àrees van tenir especial significació per a la tribu. Els primers escenaris elaborats van ser els de l'antiga Grècia on els escenaris eren originalment sòls, que van desenvolupar fins a grans amfiteatres a l'aire lliure amb escenaris permanents. El mateix tipus de teatres va ser adoptats pels romans que els van difondre per tot Europa.
Petits escenaris portàtils eren normals en l'edat mitjana i s'usaven per a interpretar misteris i miracles en les catedrals així com en l'exterior pels pobles. Escenaris semblants van ser usats per la Comèdia de l'art a Itàlia, que es van difondre per tot el continent en els segles següents.